# شعبة المجموعات الخاصة

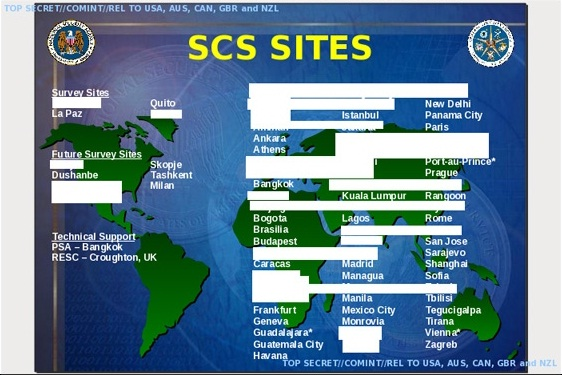

شعبة المجموعات الخاصة (إس سي إٍس)، التي يرمز لها «إف «6، هي برنامج سري للغاية مشترك بين وكالة الاستخبارات المركزية ووكالة الأمن القومي، ومكلّف بوضع أجهزة التجسس في الأماكن التي يصعب الوصول إليها مثل السفارات الأجنبية ومراكز الاتصالات والمنشآت الحكومية الأجنبية. أُسس في أواخر سبعينيات القرن العشرين واتخذ بيلتسفيل، في ولاية ماريلاند مقرًّا له، شاركت شعبة المجموعات الخاصة في عمليات امتدت من الحرب الباردة إلى الحرب العالمية على الإرهاب.

## المهمات
شعبة المجموعات الخاصة هي أحد برامج الميزانية السوداء إذ وُصفت بأنها «قوة المهمات المستحيلة» للولايات المتحدة وهي مسؤولة عن «المراقبة الدقيقة والسرقة والتنصت على المخابرات الهاتفية والسطو». يقع مقرها في بيلتسفيل بولاية ماريلاند في مبنى غامض وأُطلق عليها سابقًا «سي إس إس جي». يوجد في جوارها مركز بيلتسفيل للمراسلة التابع لوزارة الخارجية الأمريكية والذي ترتبط فيه شعبة المجموعات الخاصة عن طريق كبل ألياف ضوئية. تُزوّد شعبة المجموعات الخاصة بالعاملين من قبل وكالة الاستخبارات المركزية ووكالة الأمن القومي. وفقًا للمؤرخ الاستخباراتي جيمس بامفورد، فإن «منصب رئيس شعبة المجموعات الخاصة تتناوب عليه وكالة الاستخبارات المركزية ووكالة الأمن القومي». يستقر عملاء شعبة المجموعات الخاصة خارج سفارات وقنصليات الولايات المتحدة في الخارج، ويستخدم العملاء غالبًا غطاء الخدمة في السلك الدبلوماسي أو غطاء سلك الاتصالات الدبلوماسي عندما يتنقلون. مهمتهم هي اعتراض المعلومات الحساسة من مصادر التجسس، والأسلحة النووية والشبكات الإرهابية وتهريب المخدرات وقضايا أخرى متعلقة بالأمن القومي.
أُسست شعبة المجموعات الخاصة للتغلب على مشكلة أن وكالة الأمن القومي عادة تعترض الاتصالات «بشكل سلبي» من خلال وسائل الاعتراض المتنوعة الخاصة بها حول العالم، إذ أن التطور المتزايد في أجهزة الاتصالات الخارجية يجعل الاعتراض السلبي غير مجدٍ، ويتطلب بدلًا من ذلك وصولًا مباشرًا إلى معدات الاتصالات. في الوقت نفسه، تتمتع وكالة الاستخبارات المركزية بوصول إلى عملاء مختصين بالعمليات السرية، وبالتالي لديها قدرة أكثر على الوصول إلى أجهزة الاتصال الخارجية، ومع ذلك تفتقر إلى خبرة وكالة الأمن القومي في عمليات التنصت على الاتصالات. وبالتالي أُنشأت شعبة المجموعات الخاصة لتجمع بين إمكانات مخابرات اتصالات وكالة الأمن القومي مع إمكانات العمل السري لوكالة الاستخبارات المركزية من أجل تسهيل الوصول إلى أنظمة الاتصالات الخارجية المتطورة.
تستخدم شعبة المجموعات الخاصة تقنيات أجهزة استماع سرية لحشرها في السفارات الأجنبية ومراكز الاتصالات وتجهيزات الحواسيب وشبكات الألياف البصرية والمنشآت الحكومية. لم تعترف الحكومة الأمريكية بوجودها بشكل رسمي ولا يُعرف الكثير عن الأساليب والتقنيات التي تستخدمها. التقرير الداخلي الوحيد عن شعبة المجموعات الخاصة قدّمه كنديّ اسمه مايك فروست الذي كشف كتابه «عالم الجواسيس» المنشور في عام 1994، أن البرنامج كان معروفًا بالنسبة للمطّلعين بالشؤون في ذلك الوقت باسم «كوليج بارك». اعتبارًا من عام 2008 ورد أن شعبة المجموعات الخاصة استهدفت موظفي الاتصالات الأجانب بشكل رئيسي مثل مدراء قواعد البيانات ومدراء الأنظمة ومتخصصي تكنولوجيا المعلومات
خلال شهر أكتوبر من عام 2013 أدت تقارير المتعاقد السابق مع وكالة الأمن القومي إدوارد سنودن، إلى كشف النقاب عن تنصت شعبة المجموعات الخاصة بشكل منتظم على المكالمات الهاتفية الخاصة بالمستشارة الألمانية أنجيلا ميركل على مدى فترة 10 سنوات، والتي أدت بالإضافة إلى نشاطات أخرى مثل التنصت وتسجيل كميات كبيرة من اتصالات مواطنين وقادة جنوب أمريكيين وأوروبيين بشكل منتظم، إلى رد فعل دبلوماسي عنيف وواضح من قبل الحكومة الأمريكية.

## التاريخ

### الخلفية
تأسس برنامج شعبة المجموعات الخاصة عام 1978 خلال الحرب الباردة بين الولايات المتحدة والاتحاد السوفييتي.
زادت تقنيات التشفير في التطور العلمي والتكنولوجي، وبحلول نهاية القرن العشرين ثَبُت أن العديد من الإشارات المشفرة غير قابلة للكسر. بسبب هذه المشكلة المتمثلة بعدم القدرة على اعتراض وتشفير الاتصالات الخارجية من خلال وسائل سلبية، تنشّطت تقنيات وأساليب التنصت، إذ احتاجت الحكومة الأمريكية بدلًا من ذلك إلى اعتراض الاتصالات من مصدرها، وبذلك وُسّع برنامج شعبة المجموعات الخاصة في عام 1990 من أجل تلبية هذه الحاجة.

### تسريبات سنودن
وفقًا للوثائق التي سربها إدوارد سنودن، فإن شعبة المجموعات الخاصة هي جزء من برنامج مراقبة عالمي يُعرف باسم «ستيت روم».

## النشاطات

### الحرب الباردة
أفادت تقارير أن عملاء شعبة المجموعات الخاصة خبؤوا أجهزة التنصت في الحمامات المتواجدة على عتبات نوافذ السفارة السوفييتية في العاصمة واشنطن.

### الاختراق
اختُرق برنامج شعبة المجموعات الخاصة من قبل خبير التحقيقات الفيدرالي الشهير مول روبرت هانسن في تسعينيات القرن العشرين، والذي قدم معلومات حساسة لموسكو حول عمليات التنصت الخارجية الأمريكية المتطورة جدًا. مع ذلك، كان البرنامج سريًا جدًا لدرجة أنه بعد اعتقال هانسن فإن مكتب التحقيقات الفيدرالي يصفه بمصطلحات عمومية بأنه «برنامج ذو نفقات وقيمة وأهمية عالية للحكومة الأمريكية».

### أفغانستان
عندما أرادت إدارة كلينتون في عام 1999 قتل أسامة بن لادن بعد تفجيرات السفارة الأمريكية لعام 1998، دخل عملاء شعبة المجموعات الخاصة بشكل سري إلى أفغانستان لوضع أجهزة التنصت داخل نطاق أجهزة الراديو التكتيكية للقاعدة.

### الصين
انتشرت إشاعات أن شعبة المجموعات الخاصة كانت متورطة في عمليات عام 2001 التي زُرع فيها 27 جهازًا صغيرًا، تتم السيطرة عليها من خلال الأقمار الصناعية في طائرة «بوينغ 767-300 إي آر» التي كانت تستخدم كطائرة رسمية للرئيس الصيني جيانغ زيمين. اكتُشف وجود الأجهزة قبل أن تُشغّل.

## الحرب العراقية
قبل الغزو الأمريكي للعراق في عام 2003، وُصفت شعبة المجموعات الخاصة بأنها «المحرك الرئيسي» للمراقبة الالكترونية في البلاد. قام عملاء شعبة المجموعات الخاصة ببناء العديد من الأنتينات الهوائية موزعة في أنحاء الريف العراقي، وقادرة على اعتراض اتصالات الأمواج الميكروية العراقية. كانت هذه الاتصالات العراقية صعبة الاعتراض لأنها توجه الرسالة اللاسلكية من قمة تل إلى قمة تل آخر بحزمة عريضة وبزاوية مائلة للغاية، وبالتالي تكون متبدّدة جدًا بحيث لا يمكن اعتراضها عن طريق الهواء أو المركبات الفضائية.
جنّدت الحكومة الأمريكية في عام 1998 عميلًا أستراليًا لصالح شعبة المجموعات الخاصة وأرسلته إلى العراق. أرسل العميل تقريرًا يُعرب فيه عن قلقه مما كان يحدث في العراق إذ كان هناك «كميات كبيرة من البيانات، ولم يكن يتلقّ ملاحظات فيما إذا كانت جيدة أو سيئة أو مفيدة». قال في تقاريره أيضًا إن «هذه كانت عملية استخباراتية ضخمة لجمع المعلومات- وهي عملية لم تكن متوافقة مع ما كان من المفترض أن تقوم به لجنة الأمم المتحدة الخاصة» في ذلك الوقت.
بعد الغزو كان عملاء شعبة المجموعات الخاصة مكلفين بملاحقة صدام حسين وكانوا يزرعون أجهزة تنصت متطورة في المناطق المستهدفة من أجل اعتراض الاتصالات التي حُلّلت من قبل خبراء تحليل الصوت.

### الحرب على الإرهاب
شاركت شعبة المجموعات الخاصة في عمليات التنصت في سبيل دعم الحرب على الإرهاب من خلال إنشاء مراكز تنصت في أنحاء عواصم الشرق الأوسط، وللشخصيات القريبة من شبكة أسامة بن لادن الإرهابية. في عام 1999 راقب فريق شعبة المجموعات الخاصة معسكرات تدريب القاعدة بالقرب من خوست.
عندما حددّت الولايات المتحدة موقع مجمع أسامه بن لادن في آبوت آباد في الباكستان، أسس عملاء شعبة المجموعات الخاصة قاعدة لهم في شقة كانت وكالة المخابرات المركزية قد استأجرتها على بعد ميل من المجموعة. وجّهوا أشعة الليزر على نوافذ المجموعة ومن خلال تحليل الاهتزازات كانوا قادرين على حساب عدد الأشخاص في الداخل والخارج، وتأكدوا أيضًا من وجود شخص واحد لم يغامر بالخروج من المجموعة أبدًا. قُتل بن لادن خلال غارة شنتها قوات العمليات الخاصة الأمريكية في 2 مايو عام 2011.